# Italobrothers
Italobrothers (Eigenschreibweise: ItaloBrothers) ist ein deutsches Musikprojekt aus Nordhorn (Niedersachsen). Es wurde um das Jahr 2005 von Mathias Metten Klyve (Sänger), Kristian Sandberg (Songwriter) und Zacharias Adrian (Produzent) gegründet. Während Metten und Adrian das Trio bei Liveauftritten und den Musikvideos präsentierten, hielt sich Sandberg die meiste Zeit im Hintergrund. Im Jahr 2015 verließ Zacharias Adrian das Projekt. Seinen Platz nahm der deutsche Produzent Hanno Lohse alias Cody Island, der zuvor bereits mehrfach mit den Italobrothers zusammenarbeitete, ein. Oftmals wird fälschlicherweise aufgrund ihres Namens davon ausgegangen, dass die Band aus Italien komme.

## Bandgeschichte

### Produktion & Musik-Stil
Anfang des Jahres 2005 begannen die Produzenten Zacharias Adrian und Kristian Sandberg gemeinsam Musik zu machen. Sie waren hauptsächlich im Genre Italo Disco aktiv, angelehnt an Bands und Interpreten wie z. B. Eiffel 65, Prezioso feat. Marvin, Floorfilla, Gigi D’Agostino oder Gabry Ponte. Im November 2005 gründeten sie zusammen mit dem Sänger Mathias Metten das Projekt Italobrothers. Sie sind seit 2006 beim Plattenlabel Zooland Records unter Vertrag, welches ebenfalls feste Größen des Genres wie z. B. Tune Up!, R.I.O. oder Cascada beherbergt. Sie sind unter anderem auf diversen Kompilationen (u. a. Future Trance), per Download oder auf Vinyl erhältlich. Seit ihrem Plattenvertrag mit Kontor Records im Jahre 2012 erschienen die Songs auch als Maxi-Singles. Charterfolge konnten die Italobrothers anfangs im skandinavischen Raum erzielen, seit 2012 auch europaweit, in Japan und Amerika.
ItaloBrothers haben neben der eigenen Songproduktion auch im Remixbereich gearbeitet. Dabei entstanden u. a. Remixe für Cascada sowie Floorfilla. Im Gegensatz zu normalen Remixen verwenden die Italobrothers nicht die Vocals des Originals, sondern singen das Lied neu ein (daher der Name ItaloBrothers New Voc Rmx).
Die Singles Stamp on the Ground und Boom erinnern stark an den 80er-Sound des ItaloDance. Stamp on the Ground ist eine der kommerziell erfolgreichsten Songs des Projekts. Er erreichte in den skandinavischen Ländern u. a. Platz 11 in Norwegen, Platz 14 in Dänemark und Platz 53 in Schweden. Das Video zum Song Boom wurde im alten Rawe-Gebäude in Nordhorn gedreht, es war das letzte große Ereignis in der früheren Fabrik. Da die Behörden nicht informiert waren, unterbrach die Polizei die Dreharbeiten kurzfristig und stürmte das Gebäude. Nach erfolgreicher Aufklärung wurde weiter gedreht. Im Frühjahr 2012 veröffentlichten sie die Single Pandora 2012, die für eine Mädchenmannschaft namens Pandora gemacht wurde.

### 2005–2008: Musikalische Anfänge
Die Band wurde im November 2005 gegründet. Bereits seit 2003 machten die drei Bandmitglieder zusammen Musik. Die erste offizielle Veröffentlichung war The Moon. Sie wurde auf der, im Juli 2006 von Zooland Records veröffentlichten Zooland Italo EP vorgestellt.
In Zusammenarbeit mit dem deutschen Hands-Up-Duo Tune Up! erschien am 22. Januar 2007 der Song Colours of the Rainbow. Der Track wurde vom Band-Produzenten Adrian und Band-Texter und Komponisten Sandberg selber sowie Jan Löchel, dem Sänger des legendären Songs Infinity 2008 vom Guru Josh Project, geschrieben.
Nach dem ersten Clubhit des Jahres 2007 machten sie sich insbesondere mit der Veröffentlichung von Moonlight Shadow, einer Coverversion des gleichnamigen Songs von Mike Oldfield aus dem Jahre 1980, in den deutschen Diskotheken einen Namen.
Ihre vierte Single war Counting Down the Days und erschien am 14. Mai 2007. Auf der Single war neben den Italo-Dance-Versionen auch eine Hands-Up-Version des deutschen Eurodance-Trios Cascada im Hands-Up-Stil enthalten.
Zudem erschien im Mai 2007 eine EP mit dem Titel Counting Down the Days, die die Titel Counting Down the Days, Colours of the Rainbow sowie Moonlight Shadow beinhaltet, allerdings nur auf Vinyl und als Download.
Where Are You Now? war die erste Single der Band im Jahre 2008. Sie erschien am 23. Januar 2008. Der Titel vertrat jedoch nicht den typischen Italo-Sound des Trios, sondern umso mehr das Genre Elektronik-Musik, gemischt mit Hands-Up- und House-Beats. Zusammen mit dem Titel wurde eine EP angekündigt, die jedoch nie veröffentlicht wurde.

### 2009–2010: Kommerzieller Erfolg in Skandinavien
Im Jahre 2009 erschien eine neue Single, So Small, sie ist eine Cover-Version des gleichnamigen Stücks von Carrie Underwood. Der Titel wurde im November 2009 veröffentlicht. Es ist die erste Single, die durch die Eröffnung des Sublabels Zoo Digital direkt auf CD erhältlich war. Der Song war auf der Single zudem als Rock- und Danceversion erhältlich.
Am 25. September 2009 erschien einer ihrer bisher größten Hits Stamp on the Ground, der im Sturm die Top-100 aller skandinavischen Charts eroberte. Zudem steht er auf Platz fünf der meistgesehenen deutschen Musikvideos aller Zeiten. Ursprünglich wurde der Track im September 2009 veröffentlicht, wurde trotzdem als offizieller Song für das norwegische Russefeiring Event 2010 ausgewählt. Das Lied wurde dafür in ganz Skandinavien neu veröffentlicht und dadurch zu einem riesigen Erfolg. Der Song erreichte unter anderem Platz 11 in Norwegen, 14 in Dänemark und 53 in Schweden. Zudem stürmte er die Dance-Charts der Schweiz, Österreich und Deutschland. Das Lied erhielt eine Goldene Schallplatte für 15.000 verkaufte Einheiten in Dänemark. Das dazugehörige Musikvideo wurde auf YouTube schon über 108 Millionen Mal angesehen.
Die erste Single im Jahre 2010 war Love Is on Fire. Ein Titel, der im Gegensatz zu mehreren Vorgängersingles voll und ganz den typischen Italobrothers-Stil vertritt. Es erschienen mehrere Varianten der Single. Zum einen die Standard-Single mit der Radio und Extended Version und einem Remix als Radio und Extended Versionen, den Rob & Chris beisteuerten. Als zweites erschien eine Remixsingle mit insgesamt drei Remixen und als drittes eine Single mit einer Akustikversion des Tracks. Jedoch konnte diese Single keine Chartplatzierung erreichen.
Nach dem Erfolg des Re-Release von Stamp on the Ground am, erschien das Album Stamp!. Es wurde im Dezember 2010 veröffentlicht. Die CD enthielt alle zu diesem Zeitpunkt veröffentlichten Singles und fünf neue Tracks. Wegen eines dieser Titel mit dem Titel Upside Down wurde aufgrund von Urheberrechtsbeschwerden eine Klage eingereicht. Die Tonspur wurde mit dem Song Ja budu s toboj von der russischen Sängerin Reda verglichen. Ihr Label DaTa Musik strengte ein Verfahren gegen die weitere Freisetzung der Strecke an, aber über ein Urteil in diesem Prozess ist bis heute nichts bekannt.
Im Dezember 2010 wurde der Titel Radio Hardcore veröffentlicht. Auch diese Single wurde ein großer Erfolg und konnte wieder allerlei Chartplatzierungen erreichen; unter anderem Platz 25 in Dänemark. Auf der Single sind, anders als bei den vorherigen Single-Veröffentlichungen, gleich sechs verschiedene Versionen des Titels.

### 2011–2014: Kommerzieller Erfolg in Mitteleuropa

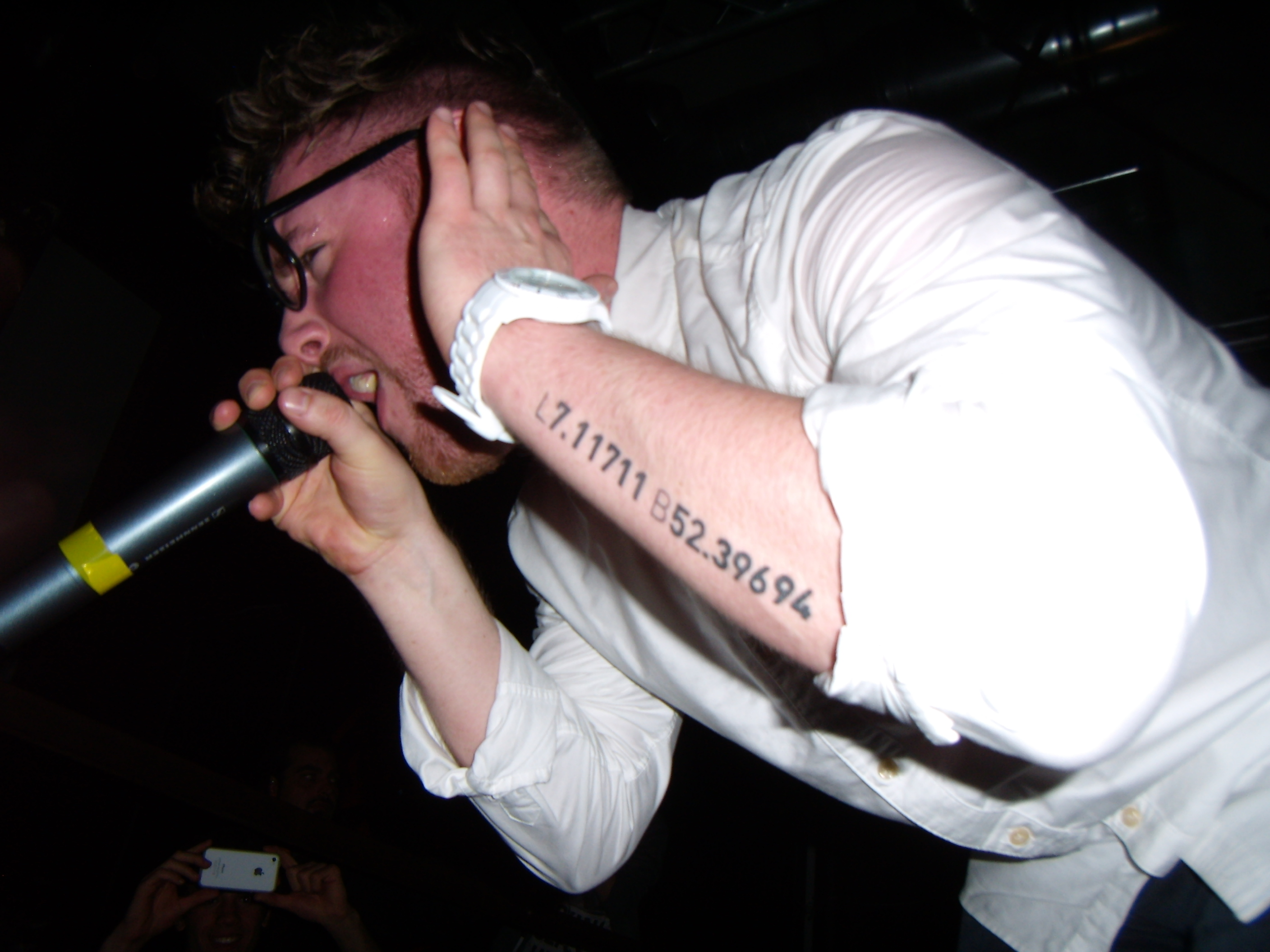
Mathias Metten beim Live-Auftritt der Italobrothers 2012

Im Mai 2011 kam ein neuer Track namens Cryin’ in the Rain auf den Markt. Dieser Titel unterscheidet sich deutlich von dem bekannten Italobrothers-Stil. Dieser Track setzt sich aus einer Ballade und House-Elementen zusammen. Allerdings war auf der Single auch ein „IB HandsUp!-Remix“ mit dem klassischen Italo-Dance-Stil vorhanden. Laut einer Pressemitteilung wurde die Single als Experiment angesehen.
Für ihre nächste Veröffentlichung, Boom, arbeiteten sie mit dem Rapper Carlprit zusammen. Die Single erschien am 25. November 2011. Dieser Track ist wieder in ihrem alten Stil, enthält aber auch Dubstep-Teile, während Carlprit rappt. Am 12. Februar 2012 erschien eine Special Edition des Titels, auf der eine deutsche, spanische, dänische, schwedische und norwegische Version vorhanden ist. Bei jeder Version wirkt ein Rapper mit, der aus dem jeweiligen Land kommt und in seiner Landessprache rappt.
Am 13. April 2012 veröffentlichten sie den Titel Pandora 2012. Dieser Song wurde so wie Stamp on the Ground 2010 als Hymne für das norwegische Russefeiring-Event verwendet. Jedoch konnte dieser Titel bei weitem nicht an den Erfolg des Vorgängers anschließen.
Im Juli 2012 folgte die Single My Life Is a Party. Der Song ist ein Cover des Lieds Dragostea din tei von O-Zone aus dem Jahre 2004. Die Radio Edit des Songs ist noch im typischen Stil der ItaloBrothers, aber das Video und der Titelsong bestehen aus einem Remix vom deutschen Dance-Projekt R.I.O. Es ist die erste Single, die über das Musiklabel Kontor Records erschien. Bereits eine Woche nach der Veröffentlichung stieg der Song in die deutschen Charts ein und erreichte dort Platz 43. Besonders erfolgreich war er in Österreich, wo er Platz 18 erreichen konnte und mehr als 10 Wochen in den Top 40 vertreten war. Auch in der Schweiz (Platz 62), in Frankreich (Platz 103) und Belgien konnte er die Charts erreichen.
Am 4. März 2013 veröffentlichten die Italobrothers eine Preview ihrer neuen Single This Is Nightlife, die am 15. März 2013 veröffentlicht wurde. Bereits Wochen vor der Veröffentlichung erschienen weitere Hörproben, die bereits mehrere 1000 Male angeklickt wurden. Der Song basiert auf dem Lied Ecuador von Sash! aus dem Jahre 1997. Die Band änderte ihren Musikstil für diesen Track. Der Stil ähnelt dem des Titeltracks ihrer letzten Single. Das Lied konnte den Erfolg der letzten Single in Deutschland, Österreich, der Schweiz und Frankreich übertreffen. In Deutschland erreichte der Track Platz 41, in Österreich 26, in der Schweiz 22 und in Frankreich 24.
Für das Russefeiring-Event produziert, erschien am 19. April 2013 unter dem Namen Luminous Intensity eine Single im altbekannten ItaloBrothers-Stil. Es ist bereits der 2. Song der Italobrothers im Jahre 2013. Da es ein Hands-Up-Song ist, erschien der Track nur über Zooland Records. Zudem ist es nach zwei Remakes kein Coversong.
Mit Up 'N Away coverte das Trio das gleichnamige Lied von Mr. President aus dem Jahr 1994. Die Single konnte lediglich in Österreich eine Chartplatzierung erlangen. Am 27. November 2014 führte der Song P.O.D. (People Of DreamHack) ihren eigentlichen Hands-Up-Stil fort. Das dazugehörige Musikvideo zeigt Ausschnitte der Demo- und LAN-Party DreamHack. Gegen Ende des Jahres produzierten sie zwei Singles gemeinsam mit P. Moody. Den ersten Track stellt das Lied One Heart dar, das eine Cover-Version des Liedes Anthem #2 von Floorfilla aus dem Jahr 1999 ist. In Frankreich erreichten sie mit dem Song erstmals die offiziellen Single-Charts. Der zweite Track Let’s Go wurde neben P. Moody auch in Kollaboration mit Cody Island produziert.

### 2015 bis Mitte 2016: Erweiterung des Produzententeams um Hanno Lohse (Cody Island)
Am 24. April 2015 veröffentlichte das Projekt das Lied Springfield. Dies entstand in Zusammenarbeit mit dem norwegischen DJ und Produzenten Martin Tungevaag, der zuvor mit Liedern wie Wicked Wonderland und Samsara Hits landete. Springfield orientierte sich stark an dessen Melbourne-Bounce-Stil und entwickelte sich in Norwegen zu einem Erfolg, wofür es mit Dreifach-Platin ausgezeichnet wurde.
Im Frühjahr 2015 wurde bekanntgegeben, dass Zacharias Adrian das Projekt verlassen würde. An seiner Stelle, trat der Produzent Hanno Lohse, der vorher unter dem Pseudonym Cody Island aktiv war, der Gruppe bei. Zur ersten Begegnung zwischen den ItaloBrothers und Hanno Lohse, kam es bei dem im Jahre 2013 veröffentlichten Track This is Nightlife. Hanno Lohse wusste zum damaligen Zeitpunkt mit seinem Remix (Cody Rmx) zu überzeugen. Nach einem weiteren Remix zum 2014 veröffentlichten Track One Heart startete Hanno Lohse ab Frühjahr 2015 als Produzent und Songwriter für das Projekt zu agieren. Mathias Metten präsentiert das Projekt seit dem allein auf der Bühne.
Im Mai 2015 veröffentlichten die ItaloBrothers das Lied Welcome to the Dancefloor. Die Melodie des Tracks basiert auf der des 1992 veröffentlichten Eurodance-Erfolgs Rhythm Is a Dancer von Snap!. Zwei Monate später erschien die stilistisch einen deutlichen Kontrast zum Vorgänger bildende Hands-Up-Produktion Sleep When We’re Dead. Insbesondere das offizielle Musikvideo erhielt große Aufmerksamkeit und verbuchte hohe Klickzahlen. Gegen Ende des Jahres erschien das Lied Kings & Queens. Dieses entstand in Zusammenarbeit mit der dänischen Sängerin Amalie Sølberg, wo das Musikvideo auch gedreht wurde. Der Stil des Liedes wurde an den zur gleichen Zeit erfolgreichen Song Sun Is Shining des schwedischen DJ-Duos Axwell Λ Ingrosso angelehnt.
Am 1. Juli 2016 veröffentlichten sie das Lied Generation Party. Dieses orientierte sich an einem ähnlichen Stil wie Springfield. Wenige Monate später erschien das Lied Summer Air, das stark von dem zu der Zeit beliebten Tropical-Future-Bass-Stil beeinflusst wurde.

### Ende 2016 bis 2017: Summer Air
Im Folgejahr erfolgte ein Re-Release von Summer Air auf unter anderem „Ultra Music“, woraufhin der Track in mehreren skandinavischen Ländern auf Anhieb starken Erfolg erreichte. In Finnland konnte der Titel bis auf Platz sechs vorrücken, in Norwegen bis auf Platz zwei, wo es zudem Gold-Status erreichte. Im Spätsommer folgte zudem auch ein Eintritt in die Charts aller deutschsprachigen Länder. In der Schweiz rückte es bis in die obere Charthälfte vor. Unter anderem in Deutschland, Österreich und der Schweiz wurde es jeweils mit einer goldenen Schallplatte ausgezeichnet.
Im Frühjahr 2017 veröffentlichten sie in Skandinavien zwei Lieder im Zuge des The Russ’. Den Anfang machte der Track Hasselhoff im Januar 2017. Fiction Squad folgte im März 2017 in einem ähnlichen Stil wie ihr vorjähriger Erfolg Sleep When We’re Dead.
Am 6. Oktober 2017 erschien die Nachfolgesingle zu Summer Air. Diese trug den Titel Sorry und basierte auf einem ähnlichen Stil.

### Seit 2018: Musikalische Neuausrichtung
Am 18. Mai 2018 veröffentlichten sie das Lied Looking Back Someday auch dieses schloss an dem Future-Bass-Stil von Summer Air und Sorry an. In einem Interview mit Filtr Germany nannte Metten als Grund für die Entscheidung, sich von ihrem ursprünglichen Hands-Up-Stil zu trennen, dass sie zeigen wollten, dass sie sich weiter entwickelt hätten, älter geworden wären und nicht zuletzt auch ihr Können in anderen Bereichen unter Beweis stellen wollten. Im August 2018 folgte das Lied Inside Out. Im April 2019 erschien die Single Games.

### 2020 / Neustart mit Virgin Records (Universal Music)
Am 10. September 2020 wurde bekannt, dass die ItaloBrothers von Virgin Records (Universal Music) unter Vertrag genommen wurden. Bereits am 18. September wurde die Single Let Go in Zusammenarbeit mit der kanadischen Sängerin Kiesza über Virgin Records veröffentlicht. Am 4. Dezember 2020 erschien dann die Folgesingle Stay.

### 2021 / Weitere Veröffentlichungen
Am 16. April 2021 erschien die neue Single Down For the Ride.
Am 13. August 2021 erschien eine weitere Single mit dem Namen "Daydream".

## Diskografie

### Alben
- 2010: Stamp! (DK: Gold)

### EPs
- 2007: Counting Down the Days
- 2010: Cryin’ in the Rain
- 2010: Stamp EP
- 2011: Boom

### Singles
| Jahr | Titel Album                | Höchstplatzierung, Gesamtwochen, AuszeichnungChartplatzierungen (Jahr, Titel, Album, Platzierungen, Wochen, Auszeichnungen, Anmerkungen) | Höchstplatzierung, Gesamtwochen, AuszeichnungChartplatzierungen (Jahr, Titel, Album, Platzierungen, Wochen, Auszeichnungen, Anmerkungen) | Höchstplatzierung, Gesamtwochen, AuszeichnungChartplatzierungen (Jahr, Titel, Album, Platzierungen, Wochen, Auszeichnungen, Anmerkungen) | Höchstplatzierung, Gesamtwochen, AuszeichnungChartplatzierungen (Jahr, Titel, Album, Platzierungen, Wochen, Auszeichnungen, Anmerkungen) | Höchstplatzierung, Gesamtwochen, AuszeichnungChartplatzierungen (Jahr, Titel, Album, Platzierungen, Wochen, Auszeichnungen, Anmerkungen) | Höchstplatzierung, Gesamtwochen, AuszeichnungChartplatzierungen (Jahr, Titel, Album, Platzierungen, Wochen, Auszeichnungen, Anmerkungen) | Höchstplatzierung, Gesamtwochen, AuszeichnungChartplatzierungen (Jahr, Titel, Album, Platzierungen, Wochen, Auszeichnungen, Anmerkungen) | Anmerkungen                                                                    |
| Jahr | Titel Album                | DE | AT | CH | DK | FI | NO | SE | Anmerkungen                                                                    |
| ---- | -------------------------- | --- | --- | --- | --- | --- | --- | --- | ------------------------------------------------------------------------------ |
| 2009 | Stamp on the Ground Stamp! | — | — | — | DK14 ×2Doppelplatin (Single) + Gold (Streaming) · (10 Wo.)DK                                                                             | — | NO11 Platin · (4 Wo.)NO | SE53 ×2Doppelplatin · (1 Wo.)SE | Erstveröffentlichung: 25. September 2009 Verkäufe: + 400.000                   |
| 2010 | Radio Hardcore Stamp!      | — | — | — | DK29 Gold · (1 Wo.)DK | — | — | — | Erstveröffentlichung: 10. Dezember 2010 Verkäufe: + 45.000                     |
| 2012 | My Life Is a Party –       | DE43 (4 Wo.)DE | AT18 (17 Wo.)AT | CH62 (1 Wo.)CH | DK— Platin + Gold (Streaming)DK | — | — | — | Erstveröffentlichung: 27. Juli 2012                                            |
| 2013 | This Is Nightlife –        | DE41 (5 Wo.)DE | AT26 (4 Wo.)AT | CH22 (8 Wo.)CH | DK32 Platin (Streaming) · (1 Wo.)DK | FI13 (8 Wo.)FI | — | — | Erstveröffentlichung: 15. März 2013                                            |
| 2014 | Up ’N Away –               | — | AT64 (1 Wo.)AT | — | — | — | — | — | Erstveröffentlichung: 28. März 2014                                            |
| 2015 | Springfield –              | — | — | — | — | FI3 (12 Wo.)FI | NO22 ×3Dreifachplatin · (6 Wo.)NO | SE51 (9 Wo.)SE | Erstveröffentlichung: 24. April 2015 mit Martin Tungevaag; Verkäufe: + 120.000 |
| 2016 | Summer Air –               | DE34 Platin · (17 Wo.)DE | AT14 Gold · (20 Wo.)AT | CH36 Gold · (20 Wo.)CH | DK14 ×2Doppelplatin · (15 Wo.)DK | FI6 (14 Wo.)FI | NO2 ×3Dreifachplatin · (21 Wo.)NO | SE10 ×3Dreifachplatin · (28 Wo.)SE | Erstveröffentlichung: 7. Oktober 2016 Verkäufe: + 905.000                      |

Weitere Singles
| Jahr | Titel Album                                    | Anmerkungen |
| ---- | ---------------------------------------------- | --- |
| 2006 | The Moon Stamp!                                | Erstveröffentlichung: 17. Juli 2006                                                                                                  |
| 2007 | Colours of the Rainbow Stamp! / Ravers Fantasy | Erstveröffentlichung: 22. Januar 2007 vs. Tune Up!                                                                                   |
| 2007 | Moonlight Shadow Stamp!                        | Erstveröffentlichung: 14. Mai 2007                                                                                                   |
| 2007 | Counting Down the Days Stamp!                  | Erstveröffentlichung: 14. Mai 2007                                                                                                   |
| 2008 | Where Are You Now? Stamp!                      | Erstveröffentlichung: 23. Januar 2008                                                                                                |
| 2009 | So Small Stamp!                                | Erstveröffentlichung: 20. September 2009                                                                                             |
| 2010 | Love Is on Fire Stamp!                         | Erstveröffentlichung: 19. März 2009 Veröffentlichung der Remix EP: 21. Mai 2010 Veröffentlichung der Acoustic Version: 23. Juli 2010 |
| 2010 | Upside Down Stamp!                             | Erstveröffentlichung: 12. Dezember 2010                                                                                              |
| 2011 | Cryin’ in the Rain –                           | Erstveröffentlichung: 20. Mai 2011                                                                                                   |
| 2011 | Boom –                                         | Erstveröffentlichung: 25. November 2011 · feat. Carlprit; DK: Gold (Streaming)                                                       |
| 2012 | Pandora 2012 –                                 | Erstveröffentlichung: 25. Mai 2012 The-Russ-Release                                                                                  |
| 2013 | Luminous Intensity 2013 –                      | Erstveröffentlichung: 19. April 2013 The-Russ-Release                                                                                |
| 2014 | One Heart –                                    | Erstveröffentlichung: 19. Dezember 2014 mit Floorfilla feat. P. Moody                                                                |
| 2014 | P.O.D. (People of DreamHack) –                 | Erstveröffentlichung: 26. Dezember 2014                                                                                              |
| 2014 | Let’s Go –                                     | Erstveröffentlichung: 26. Dezember 2014 feat. P. Moody; Remix by Cody Island                                                         |
| 2015 | Welcome to the Dancefloor –                    | Erstveröffentlichung: 8. Mai 2015 |
| 2015 | Sleep When We’re Dead –                        | Erstveröffentlichung: 28. August 2015 · DK: Gold; Verkäufe: + 45.000                                                                 |
| 2015 | Kings & Queens –                               | Erstveröffentlichung: 27. November 2015                                                                                              |
| 2016 | Generation Party –                             | Erstveröffentlichung: 1. Juli 2016                                                                                                   |
| 2017 | Hasselhoff 2017 –                              | Erstveröffentlichung: 27. Januar 2017 The-Russ-Release                                                                               |
| 2017 | Fiction Squad –                                | Erstveröffentlichung: 13. März 2017 The-Russ-Release                                                                                 |
| 2017 | Sorry –                                        | Erstveröffentlichung: 6. Oktober 2017                                                                                                |
| 2018 | Looking Back Someday –                         | Erstveröffentlichung: 18. Mai 2018                                                                                                   |
| 2018 | Inside Out –                                   | Erstveröffentlichung: 24. August 2018                                                                                                |
| 2019 | Games –                                        | Erstveröffentlichung: 12. April 2019                                                                                                 |
| 2019 | Ocean Breeze –                                 | Erstveröffentlichung: 5. Juli 2019                                                                                                   |
| 2020 | Let Go –                                       | Erstveröffentlichung: 18. September 2020 feat. Kiesza                                                                                |
| 2020 | Stay –                                         | Erstveröffentlichung: 4. Dezember 2020                                                                                               |
| 2021 | Down for the Ride –                            | Erstveröffentlichung: 16. April 2021                                                                                                 |
| 2022 | Weekend Party –                                | Erstveröffentlichung: 21. Oktober 2022                                                                                               |
| 2022 | Dancing in the Streets –                       | Erstveröffentlichung 11. November 2022                                                                                               |

### Remixes
- 2006: Cascada – Ready for Love (Italobrothers New Voc Rmx)
- 2006: Cerla vs. Manian – Jump (Italobrothers New Voc Rmx)
- 2007: Floorfilla – Italodancer (Italobrothers New Voc Rmx)
- 2007: Manian – Turn the Tide (Italobrothers New Voc Rmx)
- 2007: Dan Winter & Rob Mayth – Dare Me (ItaloBrothers New Voc Rmx)
- 2007: Manian feat. Aila – Heaven (Italobrothers New Voc Rmx)
- 2013: Young London – Let Me Go (Italobrothers Radio Edit)
- 2013: Manian – Saturday Night (Italobrothers Radio Edit)

## Auszeichnungen für Musikverkäufe
| Goldene Schallplatte - Kanada - 2019: für die Single Summer Air |

Anmerkung: Auszeichnungen in Ländern aus den Charttabellen bzw. Chartboxen sind in ebendiesen zu finden.
| Land/RegionAuszeichnungen für Musikverkäufe (Land/Region, Auszeichnungen, Verkäufe, Quellen) | Gold     | Platin       | Verkäufe | Quellen                  |
| -------------------------------------------------------------------------------------------- | -------- | ------------ | -------- | ------------------------ |
| Dänemark (IFPI)                                                                              | 6× Gold6 | 6× Platin6   | 550.000  | ifpi.dk DK2              |
| Deutschland (BVMI)                                                                           | —        | Platin1      | 400.000  | musikindustrie.de        |
| Kanada (MC)                                                                                  | Gold1    | —            | 40.000   | musiccanada.com          |
| Norwegen (IFPI)                                                                              | —        | 7× Platin7   | 300.000  | ifpi.no                  |
| Österreich (IFPI)                                                                            | Gold1    | —            | 15.000   | ifpi.at                  |
| Schweden (IFPI)                                                                              | —        | 5× Platin5   | 280.000  | sverigetopplistan.se SE2 |
| Schweiz (IFPI)                                                                               | Gold1    | —            | 10.000   | hitparade.ch             |
| Insgesamt                                                                                    | 9× Gold9 | 19× Platin19 |          |                          |